# هشام هنيدي
 هشام هنيدي  (1946 - 17 يونيو 2022)، ممثل أردني·

## عن حياته
ولد في سنة 1946، ونال البكالوريوس في الحقوق من جامعة القاهرة سنة 1969 ثم تحصَّل على شهادة الماجستير في الإخراج السينمائي من موسكو سنة 1980، وبدأ مشوارة الفني في منتصف ستينيات القرن العشرين بحيث قدم في التلفزيون العديد من الأعمال الاجتماعية والتاريخية والبدوية.

## وفاته
توفيّ صباح يوم الجمعة 17 يونيو 2022، بعد صراعٍ طويلٍ مع مرض السرطان. وأعلنت عائلة الفنان عن وفاته في مستشفى الحسين للسرطان.

## أعماله كممثل

### في التلفزيون
- نوف
- الفخ
- مقامات الحريري
- ساري
- نمر بن عدوان
- شهرزاد
- الحجاج
- آخر أيام اليمامة
- الأخرس والقلادة الخشبية
- محاكم بلاسجون
- راس غليص
- التغريبة الفلسطينية
- جرحك ياذيب
- جرح الرمال
- راعي الصيت
- الأمين والمأمون
- أبو جعفر المنصور
- عيون عليا
- صقر قريش
- المرابطون والأندلس
- الدرب الطويل
- العقاب والعفرا

### في المسرح
- قنس بن شعفاط
- العنب الحامض
- أجمل الأصوات

## روابط خارجية
- هشام هنيدي على موقع قاعدة بيانات الأفلام العربية